# Zbigniew Kaczmarek (piłkarz)
Zbigniew Waldemar Kaczmarek (ur. 1 czerwca 1962 w Lęborku) – polski piłkarz, występujący na pozycji pomocnika i trener piłkarski. Długoletni zawodnik warszawskiej Legii.

## Życiorys
Zanim w 1982 trafił do Legii Warszawa był piłkarzem Stoczniowca Gdańsk. W Legii występował przez osiem lat, w jej barwach pierwszy raz zagrał w reprezentacji. W 1990 odszedł do francuskiego AJ Auxerre, w 1992 trafił do Guingamp, a w latach 1994–1997 grał w AC Ajaccio. Po powrocie do Polski ponownie bronił barw gdańskiego klubu.
8 lipca 2007 objął stanowisko trenera w drugoligowym zespole Wigry Suwałki, zaś w 2010 został trenerem Stomilu Olsztyn.

## Reprezentacja Polski
W kadrze debiutował 6 lutego 1985 w meczu z Bułgarią rozgrywanym w Querétaro w Meksyku, ostatni raz zagrał w 1991. Łącznie w biało-czerwonych barwach rozegrał 30 spotkań.
| l.p. | Data                 | Miejsce   | Przeciwnik                   | Rezultat | Rozgrywki       | Grał   | Uwagi |
| ---- | -------------------- | --------- | ---------------------------- | -------- | --------------- | ------ | ----- |
| 1.   | 6 lutego 1985        | Querétaro | Bułgaria                     | 2-2      | towarzyski      | od 46' |       |
| 2.   | 6 lutego 1988        | Hajfa     | Rumunia                      | 2-2      | towarzyski      | 90'    |       |
| 3.   | 10 lutego 1988       | Ramat Gan | Izrael                       | 3-1      | towarzyski      | od 46' |       |
| 4.   | 7 lutego 1989        | San José  | Kostaryka                    | 4-2      | towarzyski      | od 62' |       |
| 5.   | 12 lutego 1989       | Gwatemala | Gwatemala                    | 1-0      | towarzyski      | od 46' |       |
| 6.   | 14 lutego 1989       | Puebla    | Meksyk                       | 1-3      | towarzyski      | 90'    |       |
| 7.   | 2 maja 1989          | Oslo      | Norwegia                     | 3-0      | towarzyski      | od 46' |       |
| 8.   | 23 sierpnia 1989     | Lubin     | ZSRR                         | 1-1      | towarzyski      | 90'    |       |
| 9.   | 5 września 1989      | Warszawa  | Grecja                       | 3-0      | towarzyski      | 90'    |       |
| 10.  | 20 września 1989     | La Coruña | Hiszpania                    | 0-1      | towarzyski      | 90'    |       |
| 11.  | 11 października 1989 | Chorzów   | Anglia                       | 0-0      | elim. MŚ 1990   | 90'    |       |
| 12.  | 25 października 1989 | Chorzów   | Szwecja                      | 0-2      | elim. MŚ 1990   | 90'    |       |
| 13.  | 15 listopada 1989    | Tirana    | Albania                      | 2-1      | elim. MŚ 1990   | 90'    |       |
| 14.  | 2 lutego 1990        | Teheran   | Iran                         | 2-0      | towarzyski      | 90'    | kpt.  |
| 15.  | 4 lutego 1990        | Teheran   | Iran                         | 1-0      | towarzyski      | od 81' |       |
| 16.  | 11 lutego 1990       | Kair      | Kuwejt                       | 1-1      | towarzyski      | 90'    | kpt.  |
| 17.  | 28 marca 1990        | Łódź      | Jugosławia                   | 0-0      | towarzyski      | 90'    | kpt.  |
| 18.  | 4 maja 1990          | Chicago   | Kolumbia                     | 1-2      | towarzyski      | do 83' | kpt.  |
| 19.  | 6 maja 1990          | Chicago   | Kostaryka                    | 2-0      | towarzyski      | do 59' | kpt.  |
| 20.  | 9 maja 1990          | Hershey   | Stany Zjednoczone            | 1-3      | towarzyski      | 90'    | kpt.  |
| 21.  | 19 maja 1990         | Glasgow   | Szkocja                      | 1-1      | towarzyski      | 90'    | kpt.  |
| 22.  | 21 maja 1990         | Marsylia  | Zjednoczone Emiraty Arabskie | 4-0      | towarzyski      | 90'    | kpt.  |
| 23.  | 6 czerwca 1990       | Bruksela  | Belgia                       | 1-1      | towarzyski      | 90'    | kpt.  |
| 24.  | 15 sierpnia 1990     | Paryż     | Francja                      | 0-0      | towarzyski      | 90'    | kpt.  |
| 25.  | 26 września 1990     | Bukareszt | Rumunia                      | 1-2      | towarzyski      | 90'    | kpt.  |
| 26.  | 10 października 1990 | Warszawa  | Stany Zjednoczone            | 2-3      | towarzyski      | 90'    | kpt.  |
| 27.  | 17 października 1990 | Londyn    | Anglia                       | 0-2      | elim. Euro 1992 | 90'    | kpt.  |
| 28.  | 14 listopada 1990    | Stambuł   | Turcja                       | 1-0      | elim. Euro 1992 | 90'    | kpt.  |
| 29.  | 27 marca 1991        | Ołomuniec | Czechosłowacja               | 0-4      | towarzyski      | 90'    | kpt.  |
| 30.  | 17 kwietnia 1991     | Warszawa  | Turcja                       | 3-0      | elim. Euro 1992 | do 63' | kpt.  |